# Vlaamse Gebarentaal
De Vlaamse Gebarentaal (roepnaam VGT) is de belangrijkste gebarentaal in Vlaanderen.
De taal is voortgekomen uit de Belgische Gebarentaal. Deze ontstond aan het einde van de achttiende en begin van de negentiende eeuw door vermenging van de Franse Gebarentaal met lokaal ontstane gebarentalen. Onder invloed van de federalisering van België splitste ze in twee variëteiten: de Vlaams-Belgische Gebarentaal en de Frans-Belgische Gebarentaal. Tijdens een congres in 1995 is beslist om de benaming Vlaams-Belgische Gebarentaal niet meer te gebruiken maar wel Vlaamse Gebarentaal.
VGT is een officieel erkende taal in Vlaanderen en de moedertaal van zo'n zesduizend Vlamingen. Daarbovenop beheersen zo'n zevenduizend Vlamingen het als een tweede taal. In Vlaanderen kan men cursussen volgen (van 20 lessen bestaande uit ongeveer 2 uur), onder leiding van Doof Vlaanderen (voormalig Federatie voor Vlaamse Dovenorganisaties (Fevlado)).
De taal kent vijf regionale dialecten, welker verspreiding ongeveer overeenkomt met de provincies van Vlaanderen. Deze dialecten verschillen hoofdzakelijk door een aantal onderling verschillende gebaren voor dezelfde woorden. Het merendeel van de gebarenschat is echter, net als de grammatica, gelijk.

## Veelvoorkomende misverstanden
Gebarentalen zijn natuurlijk ontstane talen, dus geen kunsttalen zoals het Esperanto. Zij zijn hierdoor ook niet universeel. Verschillende dovengemeenschappen hebben verschillende gebarentalen. In Vlaanderen is dit de Vlaamse Gebarentaal, in de Franse Gemeenschap van België de Frans-Belgische Gebarentaal en in Nederland de Nederlandse Gebarentaal.
Deze gebarentalen zijn onafhankelijk van de gesproken taal ontstaan. Vlaamse en Nederlandse gebarentaal zijn dus geen Nederlands met Gebaren. Dit wordt geïllustreerd door het feit dat de Vlaamse Gebarentaal dichter bij de Frans-Belgische ligt dan bij de Nederlandse, hoewel de gesproken taal in Vlaanderen en Nederland dezelfde (het Nederlands) is, maar in Franstalig België het Frans, dat slechts ver verwant is met het Nederlands.

## Geschiedenis

### Ontstaan
De allereerste school voor dove kinderen werd omstreeks 1760 in Frankrijk opgericht door priester Charles-Michel de L'Épée. De Parijse dovengemeenschap maakte toen gebruik van een eigen gebarentaal, de Oude Franse Gebarentaal (Vieille langue des signes française). L'Épée ontdekte deze en ontwierp een eigen gebarentaal waarin hij gebaren van de Oude Franse Gebarentaal combineerde met zelfbedachte gebaren en elementen van de gesproken Franse taal, de huidige Franse Gebarentaal. Deze gebarentaal werd gebruikt in de dovenschool die hij oprichtte.
Omdat de dovenschool van L'Épée de eerste was, had zij een grote invloed op dovenonderricht in andere landen. Zo ook in België. De eerste dovenschool in Vlaanderen werd in 1820 in Gent opgericht. In het begin gingen Belgische onderwijzers naar Parijs (of andere scholen waar de Franse methode gehanteerd werd) voor hun opleiding. Zij brachten de Franse Gebarentaal mee. Door vermenging met al voordien bestaande, plaatselijke gebarentalen ontstond de Belgische Gebarentaal.

### Onderdrukking
Aan het begin werd dus gebarentaal gebruikt in de Belgische dovenscholen. In 1880 werd echter op de Milaanconferentie (de eerste internationale conferentie van dovenonderwijzers) besloten dat doven best zonder gebaren konden worden onderwezen. Gebaren werden verboden in de klas en kinderen moesten leren liplezen en Nederlands spreken. De kinderen gebruikten echter nog altijd BGT op de speelplaats. Pas in de jaren '90 kwam aan deze situatie verandering.

### Federalisering van België
De federalisering van België tijdens de tweede helft van de twintigste eeuw had een sterke invloed op de Belgische dovengemeenschap. In 1977 was NAVEKADOS (de Nationale Vereniging voor Katholieke Doof-Stommen) een van de eerste Belgische organisaties die splitste in een Vlaamse (Fenedo, later Fevlado) en Waalse component (FFSB). Hierdoor werden aparte evenementen georganiseerd voor Vlaamse en Waalse doven. Het onderlinge contact nam af; de varianten begonnen steeds meer uit elkaar te groeien.
Tot 1990 sprak men nog meestal over één Belgische Gebarentaal met een Vlaamse en Waalse variant. In de loop van de jaren '90 werden de verschillen tussen de twee variëteiten echter steeds duidelijker, terwijl de verschillen tussen de dialecten in de vijf Vlaamse provincies geleidelijk verdwenen door de standaardisering die op het niveau van de gemeenschappen en gewesten op gang kwam. Men begon te spreken over de 'Vlaams-Belgische Gebarentaal', zoals in de studie Thuishoren in een wereld van gebaren (1998); hoewel de auteurs voorlopig nog weigerden om de term 'Vlaamse Gebarentaal' te hanteren, voorspelden zij 'dat het standaardiseringsproces in Vlaanderen en Wallonië apart zal verlopen en dat de talen verder uit elkaar zullen groeien.' Op een vergadering van Fevlado in oktober 2000 stemden de aanwezige leden dan bijna unaniem voor de naam 'Vlaamse Gebarentaal'.
|                                          |                                          |                                          |                                          |                                          |                                          |  |  |                                     |                                     |                                     |                                     |                                     |                                     |  |  |                                              |                                              |                                              |                                              | Oude Franse Gebarentaal (beïnvloed door l'Épée ca. 1760–1789) |                                              |  |  |                                      |                                      |                                      |                                      |                                      |                                      |  |  |                                          |                                          |                                          |                                          |                                          |                                          |  |  |                                         |                                         |                                         |                                         |                                         |                                         |
|                                          |                                          |                                          |                                          |                                          |                                          |  |  |                                     |                                     |                                     |                                     |                                     |                                     |  |  |                                              |                                              |                                              |                                              |                                                               |                                              |  |  |                                      |                                      |                                      |                                      |                                      |                                      |  |  |                                          |                                          |                                          |                                          |                                          |                                          |  |  |                                         |                                         |                                         |                                         |                                         |                                         |
|                                          |                                          |                                          |                                          |                                          |                                          |  |  |                                     |                                     |                                     |                                     |                                     |                                     |  |  |                                              |                                              |                                              |                                              |                                                               |                                              |  |  |                                      |                                      |                                      |                                      |                                      |                                      |  |  |                                          |                                          |                                          |                                          |                                          |                                          |  |  |                                         |                                         |                                         |                                         |                                         |                                         |
|                                          |                                          |                                          |                                          |                                          |                                          |  |  |                                     |                                     |                                     |                                     |                                     |                                     |  |  |                                              |                                              |                                              |                                              | Belgische Gebarentaal (ca. 1790–2000)                         |                                              |  |  |                                      |                                      |                                      |                                      |                                      |                                      |  |  |                                          |                                          |                                          |                                          |                                          |                                          |  |  |                                         |                                         |                                         |                                         |                                         |                                         |
|                                          |                                          |                                          |                                          |                                          |                                          |  |  |                                     |                                     |                                     |                                     |                                     |                                     |  |  |                                              |                                              |                                              |                                              |                                                               |                                              |  |  |                                      |                                      |                                      |                                      |                                      |                                      |  |  |                                          |                                          |                                          |                                          |                                          |                                          |  |  |                                         |                                         |                                         |                                         |                                         |                                         |
|                                          |                                          |                                          |                                          |                                          |                                          |  |  |                                     |                                     |                                     |                                     |                                     |                                     |  |  |                                              |                                              |                                              |                                              |                                                               |                                              |  |  |                                      |                                      |                                      |                                      |                                      |                                      |  |  |                                          |                                          |                                          |                                          |                                          |                                          |  |  |                                         |                                         |                                         |                                         |                                         |                                         |
| Amerikaanse Gebarentaal (ca. 1820–heden) | Amerikaanse Gebarentaal (ca. 1820–heden) | Amerikaanse Gebarentaal (ca. 1820–heden) | Amerikaanse Gebarentaal (ca. 1820–heden) | Amerikaanse Gebarentaal (ca. 1820–heden) | Amerikaanse Gebarentaal (ca. 1820–heden) |  |  | Franse Gebarentaal (ca. 1790–heden) | Franse Gebarentaal (ca. 1790–heden) | Franse Gebarentaal (ca. 1790–heden) | Franse Gebarentaal (ca. 1790–heden) | Franse Gebarentaal (ca. 1790–heden) | Franse Gebarentaal (ca. 1790–heden) |  |  | Frans-Belgische Gebarentaal (ca. 1970–heden) | Frans-Belgische Gebarentaal (ca. 1970–heden) | Frans-Belgische Gebarentaal (ca. 1970–heden) | Frans-Belgische Gebarentaal (ca. 1970–heden) | Frans-Belgische Gebarentaal (ca. 1970–heden)                  | Frans-Belgische Gebarentaal (ca. 1970–heden) |  |  | Vlaamse Gebarentaal (ca. 1970–heden) | Vlaamse Gebarentaal (ca. 1970–heden) | Vlaamse Gebarentaal (ca. 1970–heden) | Vlaamse Gebarentaal (ca. 1970–heden) | Vlaamse Gebarentaal (ca. 1970–heden) | Vlaamse Gebarentaal (ca. 1970–heden) |  |  | Nederlandse Gebarentaal (ca. 1790–heden) | Nederlandse Gebarentaal (ca. 1790–heden) | Nederlandse Gebarentaal (ca. 1790–heden) | Nederlandse Gebarentaal (ca. 1790–heden) | Nederlandse Gebarentaal (ca. 1790–heden) | Nederlandse Gebarentaal (ca. 1790–heden) |  |  | Italiaanse Gebarentaal (ca. 1830–heden) | Italiaanse Gebarentaal (ca. 1830–heden) | Italiaanse Gebarentaal (ca. 1830–heden) | Italiaanse Gebarentaal (ca. 1830–heden) | Italiaanse Gebarentaal (ca. 1830–heden) | Italiaanse Gebarentaal (ca. 1830–heden) |

### Erkenning
Op 26 april 2006 werd in de plenaire zitting van het Vlaams Parlement, op unanieme wijze, de Vlaamse Gebarentaal officieel erkend. Dit werd bereikt na een jarenlange strijd van de Vlaamse Dovengemeenschap. Het gelijktijdig zetelen van Helga Stevens in het Vlaams parlement en de succesvolle petitie van het Doof Actie Front, hebben hierbij als katalysator gewerkt.
Uit de toelichting bij het voorstel van decreet:

Culturele erkenning houdt dus in dat de Vlaamse overheid de Vlaamse Gebarentaal erkent als de volwaardige taal van de Dovengemeenschap in Vlaanderen. Die 'erkenning' omvat hierbij de drie betekenissen van het woord: (1) de Vlaamse overheid bevestigt de juistheid van het feit dat de Vlaamse Gebarentaal de taal is van de Dovengemeenschap in Vlaanderen, (2) de Vlaamse overheid aanvaardt het bestaan van die taal ook op juridisch vlak en behandelt ze als dusdanig en (3) de Vlaamse overheid uit haar waardering voor deze taal.
Het is echter van belang dat die erkenning niet symbolisch blijft. Culturele erkenning brengt immers een aantal morele plichten met zich mee die enerzijds verankerd moeten worden in decreten van het Vlaams Parlement of die anderzijds acties vragen van de Vlaamse Regering.

## Kenmerken
Vlaamse Gebarentaal (of VGT) is een volwaardige, zelfstandige taal met een eigen woordenschat (of gebarenschat) en een eigen grammatica. In Vlaamse Gebarentaal kan men over al dezelfde onderwerpen spreken waar men in het Nederlands over kan spreken.

### Vingerspelling

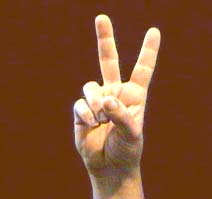
V in Vlaamse Gebarentaal

Vingerspelling is een manier om met de handen de letters van het alfabet voor te stellen. Het is dus een systeem gebaseerd op het geschreven Nederlands en heeft eigenlijk niet direct iets met Vlaamse Gebarentaal te maken. Toch wordt het vaak gebruikt door Vlaamse Gebarentaligen om bijvoorbeeld plaats- of persoonsnamen te spellen, of als gebaar voor afkortingen zoals BTW, OCMW, ...

### Naamgebaren
Bij mensen over wie vaak gesproken wordt, zoals leden van de Dovengemeenschap of bekende personen (bijvoorbeeld politici), wordt de naam niet telkens gespeld. Zij krijgen een eigen gebaar, een naamgebaar. Dit is dan gebaseerd op een typisch (uiterlijk) kenmerk, een eigenschap, een hobby, een eigenaardigheid, of gewoon op basis van de voor- of familienaam. Ook steden en landen hebben vaak naamgebaren.

### Mondbeeld
Nogal wat gebaren in de Vlaamse Gebarentaal hebben een "gesproken" component. Men vormt tijdens het gebaren met de mond het overeenkomstige Nederlandse woord. Dit komt doordat dove kinderen tot ver in de jaren '90 hun eigen taal niet mochten gebruiken op school, maar moesten leren liplezen en Nederlands spreken. Deze gesproken component is het grootste verschil tussen de Vlaamse en Frans-Belgische Gebarentaal. In de Vlaamse komt deze uit het Nederlands; in de Frans-Belgische uit het Frans.

## Variatie
Vlaamse Gebarentaal telt vijf dialecten die elk gebruikt worden in een regio die min of meer samenvalt met een van de Vlaamse provincies, omdat dit voortvloeit uit de locatie van de verschillende doveninstituten of -scholen. Men spreekt dus over de Antwerpse, Limburgse, West-Vlaamse, Oost-Vlaamse en Vlaams-Brabantse variant van de Vlaamse Gebarentaal. Deze varianten verschillen slechts licht van elkaar: de grammatica is bijna hetzelfde en ook de woordenschat is grotendeels gelijk. Slechts enkele gebaren zijn onderling verschillend. De West-Vlaamse variant kent bijvoorbeeld een ander gebaar voor suiker dan de Antwerpse.
Buiten regionale variatie is er ook variatie op basis van geslacht. Tot de jaren '70 waren er aparte dovenscholen voor jongens en meisjes. Hierdoor begonnen de VGT gebruikt door mannen af te wijken van die gebruikt door vrouwen. Er is echter nog weinig onderzoek gedaan naar de verschillen.

## Standaardisering
VGT werd lange tijd niet gebruikt in contexten waarin men nood heeft aan een standaardtaal (zoals het onderwijs, op tv, ...). Toen men terug begon de taal in het onderwijs te gebruiken rees echter de vraag naar een standaardtaal. Er werd gezegd dat VGT niet goed als onderwijsmedium gebruikt zou kunnen worden tot er een gestandaardiseerde gebarenschat was.
Hierdoor organiseerde Fevlado in het voorjaar van 1997 een debatavond bijgewoond door onder meer de vertegenwoordigers van dovenorganisaties en verenigingen van ouders van dove kinderen. Enkele horende taalkundigen voor VGT waren ook aanwezig als experts om de voor- en nadelen van een gedwongen standaardisering uit te leggen. Zij hadden echter geen zeg over de uiteindelijke beslissing. Hierna wees Fevlado officieel een verplichte/gestuurde standaardisering af.
De Vlaamse Gebarentaal kent momenteel een spontaan standaardiseringsproces: de verschillende varianten groeien steeds meer naar elkaar toe.